# Max Jean
Max Jean (Marseille, 27 juli 1943) is een voormalig Formule 1-coureur uit Frankrijk. Hij nam deel aan zijn thuisrace in 1971 voor het team Williams, waarvoor hij geen punten scoorde.